# Ressource naturelle

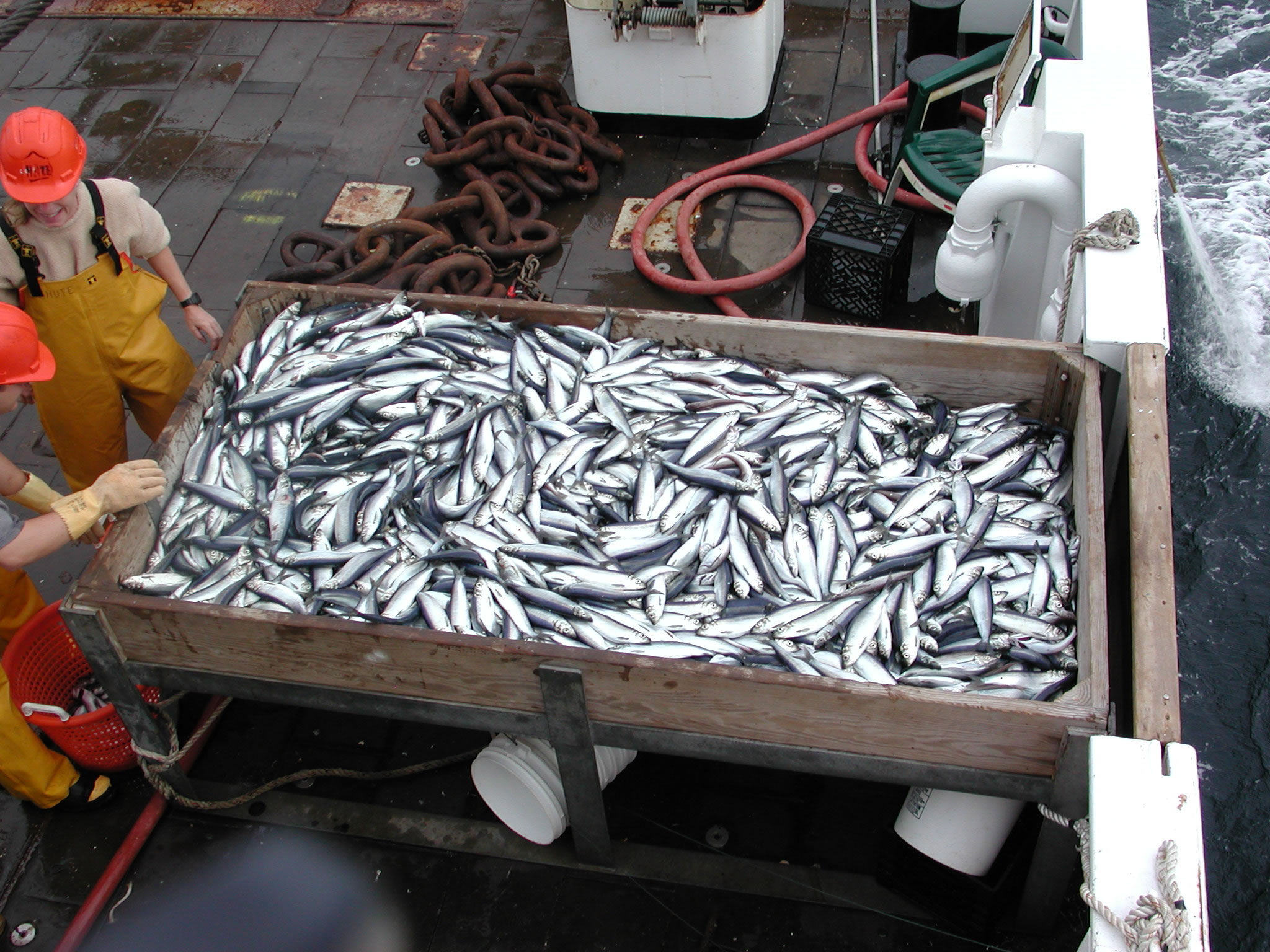
Prise de harengs

De manière générale, une ressource naturelle est une substance, un organisme, un milieu ou un objet présent dans la nature, sans action humaine, et qui fait, dans la plupart des cas, l'objet d'une utilisation pour satisfaire les besoins (énergies, alimentation, agrément, etc.) des humains, animaux ou végétaux.
Il peut s'agir :
- d'une matière première minérale : l'eau douce, les granulats, les minerais métalliques…) ;
- d'un produit d'origine sauvage (ex. : le bois, le poisson, le gibier…) ;
- d'un milieu naturel, source de services écosystémiques (ex. : eau, air, sol, forêt, tourbière, zone humide…) ;
- d'une matière organique fossile (comme le pétrole, le charbon, le gaz naturel, le lignite ou la tourbe…) ;
- d'une source d'énergie (énergie solaire, énergie éolienne…) ;
- et par extension d'un service écosystémique (la production d'oxygène fournie par la photosynthèse par exemple).

Depuis les années 1970[réf. nécessaire], cette notion s'est peu à peu élargie aux ressources nécessaires à tout organisme ou écosystème, ainsi qu'à tous les secteurs socio-économiques. Ainsi, les surfaces de sols bioproductifs disponibles (une composante du foncier agricole), la qualité de l'eau ou de l'air, l'aspect des paysages, la biodiversité… constituent d'autres aspects des ressources naturelles ; ils sont pris en compte en France par un projet de Plan de programmation des ressources associé à la stratégie promouvant l'économie circulaire (mis en consultation mi-2017 et qui sera mis à jour tous les cinq ans).
La vulnérabilité, la faible disponibilité ou le faible renouvellement de certaines ressources caractérisent les ressources non renouvelables (exemple : le pétrole), par opposition aux ressources renouvelables (ex. : la biomasse) qui ne sont pas pour autant inépuisables. Alors que la population mondiale et l'empreinte écologique de l'humanité s'accroissent inexorablement, la gestion des ressources naturelles est devenue un enjeu important.
D'après les estimations actuelles, l’utilisation des ressources naturelles devrait augmenter de 110 % d’ici les années 2050, ce qui entraînerait une réduction de plus de 10 % des forêts et d’autres habitats tels que les prairies d’environ 20 %. Les conséquences sur les changements climatiques sont significatives, les émissions de gaz à effet de serre augmenteraient de 43 %.

## Histoire du concept
La notion de ressource naturelle (exprimée sous cette forme précise) semble relativement récente. Elle a de plus beaucoup évolué depuis les années 1970 accompagnant les avancées de la connaissance scientifique et des progrès techniques (la diversité est ainsi devenue une nouvelle ressource, pour le génie génétique, ressource valorisée par la brevetabilité du vivant, par ailleurs très discuté pour des raisons éthiques et de risque écotechnologique).
On a d'abord considéré comme ressources naturelles la biomasse utile et les « matières premières », puis les formes d'énergie utiles aux hommes et en particulier à l'agriculture, à la sylviculture et à la pêche, puis à l'industrie (bois de feu, traction animale, moulins à vent et à eau, puis carburants fossiles et enfin nucléaire).
Par exemple, de l'Antiquité à l'ère industrielle, le sel avait une grande valeur, non parce qu'il était rare sur la planète, mais parce qu'il était vital pour la santé (il servait à la conservation d'aliments par le salage), et peu accessible loin de la mer, et qu'il faisait l'objet de taxes importantes. Le pétrole (encore inconnu) avait alors bien moins de valeur.
Au début du XIXe siècle, l'économiste Jean-Baptiste Say ne comprend pas que les ressources et le capital naturel d'une planète finie sont pas, peu, difficilement, lentement ou coûteusement renouvelables et qu'elles peuvent donc être surexploitées. Dans son Traité d'économie politique (1803), il estime que l'air, l'eau, la lumière du soleil sont des richesses naturelles qui sont indifféremment données à tous, « personne n'est obligé de les acquérir au prix d'un sacrifice quelconque. Elles n'ont donc point de valeur échangeable » ; et dans son cours complet d'économie politique (1828-1829) il prétend que « les richesses naturelles sont inépuisables, car, sans cela, nous ne les obtiendrions pas gratuitement. Ne pouvant être ni multipliées ni épuisées, elles ne sont pas l'objet des sciences économiques,. »
Au XIXe siècle et XXe siècle les ressources fossiles deviennent rapidement vitales pour l'industrie, la pêche et l'agriculture, mais aussi pour le bâtiment, les transports et de nombreux services. Et si aujourd'hui le coltan a une valeur tant pour les Européens, Américains et autres pays technologiquement avancés, mais aussi pour certaines régions africaines sous-développées, c'est parce que les rapports marchands les ont mis en contact.
Peu à peu la valeur d'aménité environnementale de certaines ressources est apparue ; plus difficile à quantifier, mais bien réelle, traduite par exemple par l'engagement de nombreuses personnalités et courants pour la protection de la naturalité (Wilderness) aux États-Unis et par les romantiques européens, dont les peintres de l'école de Barbizon qui ont obtenu le classement de la Forêt de Fontainebleau près de Paris. L'augmentation actuelle des prix des terrains aux abords des milieux naturels et paysages remarquables en est une autre manifestation. Les aménités sont aussi et par exemple en France prise en compte par la loi Voynet.
À la fin du XXe siècle, avec l'apparition et la rapide diffusion du concept de développement durable, en réaction notamment à la dégradation et raréfaction ou disparition de nombre des ressources naturelles, la notion de fonctionnalité écologique et de service écologique a élargi celle de ressource naturelle aux ressources utiles ou indispensables non seulement à l'Homme, mais aussi à l'ensemble des écosystèmes. Un nouveau paradigme apparaît alors clairement : les ressources planétaires sont limitées, elles rendent des services indispensables voire irremplaçables, mais surtout, elles apparaissent comme le produit des écosystèmes et plus généralement de la biodiversité, qui en tant que tels deviennent eux-mêmes des ressources vitales à protéger pour pouvoir les exploiter durablement ou pour qu'ils continuent à produire leurs services « gratuits », en particulier produire l'oxygène, l'eau, les sols, qui nous sont vitaux. Cette approche a notamment été précisée par l'Évaluation des écosystèmes pour le millénaire, première évaluation mondiale de l'état de santé des écosystèmes et de leurs fonctionnalité).
On qualifie maintenant un élément écopaysager de ressource naturelle quand il peut satisfaire un des besoins de l'être humain, mais aussi des communautés écologiques qui constituent les écosystèmes. Les habitats naturels, résultant pour partie de l'activité des espèces qui y vivent, sont ainsi eux-mêmes considérés comme des ressources naturelles. Corrélativement, le concept One Health promu par l'OMS et l'ONU reconnait que la santé publique et la santé de la planète sont liées.
En France, la loi constitutionnelle sur la charte de l'environnement, rappelle que « les ressources et les équilibres naturels ont conditionné l'émergence de l'humanité ; (…) l'avenir et l'existence même de l'humanité sont indissociables de son milieu naturel » (28 février 2005). Le concept de Low-techs apparait, comme nouveau paradigme de prise en compte des limites planétaires, éventuellement associée à celui de décroissance et/ou de durabilité forte, visant à permettre la survie de l'humanité sans surexploitation des ressources naturelles.

## Classement ou hiérarchisation des ressources
Les ressources peuvent être classées comme étant « pas, peu, difficilement, coûteusement ou lentement renouvelables ou vitales » et/ou selon un critère de type « remplaçables / irremplaçables ».

### Valeur économique
Les tenants de l’approche économique classique considèrent qu’une matière première d’origine naturelle, voire un service écosystémique peuvent être considérés comme étant une ressource naturelle de valeur à partir du moment où celle-ci aura acquis une valeur économique et marchande. Hormis pour les matériaux (ex. : fibres végétales, argile…) et les carburants (fossiles ou non), il reste néanmoins difficile de quantifier la valeur de telles ressources, souvent immatérielles (pour les services qu'elles rendent) en unités monétaires.

### Ressources vitales
Les ressources dites vitales peuvent aussi être classées selon certaines de leurs caractéristiques ressources plus ou moins vitales (ex. : l'air et en particulier l'oxygène issu de la photosynthèse sont particulièrement vitaux ; tout en étant une ressource encore très commune).
La biodiversité est parfois qualifiée de « ressource des ressources » en tant qu'elle est la source première de nombreuses ressources vitales telles que l'air, l'eau potable et tout ce que nous mangeons, ainsi qu'une grande partie des sources d'énergie (fossiles et biomasse), des médicaments, des fibres textiles ou papetières, etc.

### Renouvelabilité
Les exigences de développement durable ont conduit à classer les ressources naturelles selon leur caractère renouvelable ou non. On s'attache ainsi à une utilisation durable des ressources, afin de respecter les critères environnementaux, sociaux et économiques du développement durable.
Les ressources naturelles sont fréquemment classées en deux catégories :
- ressources renouvelables ;
- ressources non renouvelables (ou ressources fossiles).

### Avantages
On parle ainsi d’avantage physique ou écologique offerts par certaines ressources naturelles, via les écosystèmes ; tel qu'un microclimat (bocage, zone boisée, prairies…) ou la proximité d'un cours d’eau ou d’un lac (pour l'irrigation, la lutte contre les incendies), d'une nappe ou de la mer (pour la pêche et le tourisme), etc.

### Services rendus
Un écosystème peut avoir une valeur importante, voire vitale de service (et donc de ressource), même s'il n'est pas exploité.
Ces services écologiques sont encore mal évalués (quantitativement et sur le plan de l'équivalence en valeur économique), mais ils prennent une grande importance, en particulier pour la fonction de puits de carbone que jouent les mers, sols et forêts dans les cycles qui stabilisent rétroactivement le climat.

## Exploitation plus ou moins efficace ou efficiente des ressources naturelles
L'exploitation des ressources naturelles est une activité constante et vitale pour tout être vivant. Quand une ressource est limitée naturellement, à la suite d'une catastrophe naturelle (incendie, inondation…), ou d'une action humaine, il peut y avoir surexploitation, puis éventuelle disparition de la ressource.
Les phénomènes de surexploitation semblent très rares dans la nature où ils sont régulés par des boucles de rétroactions écologiques (une espèce qui surexploite son environnement est affaiblie faute de ressource, ses populations régressent, ce qui laisse à ses ressources le temps de se reconstituer, ou les individus se heurtent à des réactions des espèces exploitées (ex. : production de tanins amers par les végétaux consommés par des herbivores).
L'homme semble être devenu un cas particulier, qui de par sa multitude et ses capacités, a considérablement développé l'exploitation des ressources naturelles en activités industrielles (organisées pour) du type extraction du pétrole ou de minerais, la pêche ou l'exploitation du bois.
La plupart des activités primaires sont directement associées à l'exploitation primaire ou secondaire (transformation, recyclage) des ressources naturelles :
- agriculture, pêche, sylviculture, culture ou exploitation des champignons, fruits sauvages, etc. ;
- production de fibres animale et végétale ;
- exploitation de matériaux minéraux ;
- activités d'exploitation d'énergies primaires (plus ou moins fossiles et renouvelables) ;
- le puisage ou la purification de l'eau ;
- valorisations technologiques, biotechnologiques et industrielle du vivant ;
- etc.

Mais les experts ont montré que les activités tertiaires (services) contribuent également à exploiter indirectement des ressources naturelles, à travers les transports et l'énergie consommée dans les bâtiments.
Des économistes évoquent une « malédiction des matières premières », les nations les plus riches en ressources naturelles souffrant souvent d’une grande pauvreté, d’une mauvaise gouvernance et de conflits. D'après le journaliste Tom Burgis, il s'agit d'« un système de pillage organisé » par des intérêts privés comme les multinationales Shell ou KBR, qui soudoient des responsables locaux pour des contrats pétroliers et miniers.

## Raréfaction et gaspillage des ressources naturelles
Dès 1864, George Perkins Marsh écrit dans L'Homme et la Nature : « L’homme a trop longtemps oublié que la terre lui a été donnée pour qu’il en utilise le seul usufruit, non pour qu'il l'épuise, encore moins pour la gaspiller de manière éhontée ».
Un enjeu majeur pour le XXIe siècle est de diminuer la consommation de nombreux types de ressources naturelles pas ou peu renouvelables, qui sont en train de s'épuiser ; c'est une condition nécessaire d'un développement durable (ou soutenable).
Les ressources en eau sont déjà insuffisantes dans certaines régions du monde. La ressource en poissons marins est mise à mal, et plus généralement les services dépendant de la biodiversité. Bien avant la fin de ce siècle, plusieurs ressources non renouvelables devraient être épuisées ou quasi épuisées au rythme d'extraction du début du siècle : il en est ainsi du pétrole, pour lequel les experts discutent de la date de survenue du pic pétrolier, mais aussi du gaz naturel (pic gazier), de l'uranium, et de nombreux minerais. Plus généralement on parle de pic de Hubbert lorsque la moitié du stock d'une ressource naturelle est épuisé et que la production commence à décroître.
Moins médiatisée au XXe siècle que celle du pétrole, la gestion de la raréfaction des métaux est aussi un enjeu du XXIe siècle, étant donné la forte consommation de métaux par de nombreux secteurs d'activité : informatique, aéronautique, stockage de l'énergie et certaines technologies vertes. Les réserves mondiales de nombreux métaux stratégiques se situent entre 30 et 60 ans de production annuelle. Selon Philippe Bihouix et Benoît de Guillebon, auteurs de l'ouvrage francophone de référence sur ce sujet, le recours au recyclage ne suffira pas ; il faut économiser cette ressource à court et moyen termes.
Des statistiques sur l'évolution quantitative et qualitative du stock de ressources naturelles existent dont un indicateur simple est aussi l'empreinte écologique. Les études du World Wide Fund for Nature montrent que l'empreinte écologique globale de l'humanité dépasse depuis les années 1970 la capacité de la Terre à renouveler les ressources naturelles (voir aussi la section « Évolution quantitative du capital naturel » dans l'article capital naturel).
En 2011, selon l'Agence européenne de l'environnement (AEE) qui a évalué les stratégies de 31 États-membres en matière d'efficience pour l'usage des ressources, d'importants progrès restent à faire, ainsi qu'en matière d'information environnementale et d'affichage environnemental. L'AEE invite à préciser et mettre en œuvre les notions de découplage, d’usage durable, minimal ou soutenable des ressources (souvent considérés comme des synonymes). En 2011, seuls l'Allemagne, l'Autriche et la région Flandres (Belgique) ont des stratégies spécifiquement destinées à l'usage efficace des ressources et seuls cinq pays (Autriche, Chypre, Espagne, Hongrie et Pologne) avaient formellement et officiellement défini ce qu'ils entendaient par « ressources » dans leurs politiques. Nombreux sont les pays qui ont dit avoir des difficultés à interpréter la notion d'« utilisation efficace des ressources » et à l'articuler à l'« économie verte ». Les autres ont mis en place des stratégies sectorielles généralement sur l'eau, les matières premières, l'énergie et les déchets, avec des approches plus souvent techniques et sur l'offre que basées sur une gestion de la demande note le rapport de l'AEE. La biodiversité ou diversité génétique en tant que ressources semblent plus difficiles à appréhender. Certaines régions ont des stratégies d'efficacité concernant des ressources en voie d'épuisement (matériaux, ressources halieutiques…). L'AEE juge les objectifs trop flous ou peu détaillés (ex. : recyclage des déchets, part d'énergie renouvelable dans la consommation énergétique totale (23 % d'énergie renouvelable dans la consommation totale d'énergie en 2020 pour la France), arrêt de la perte de biodiversité). La Suède cherche à réduire son empreinte écologique en réduisant l'impact environnemental de sa consommation globale et les Pays-Bas font de même pour le secteur des importations (important en matière d'énergie grise et autres impacts cachés délocalisés dans l'espace et le temps). L'AEE cite quelques labels comme l'Ange bleu allemand) qui prend en compte la conservation des ressources, le Cygne nordique qui évalue l'efficacité de l'usage des ressources ou les objectifs d'affichage environnemental en France.
Les métaux du groupe du platine (catalyseurs) coûtent de plus en plus chers ; et selon le Forum Mondial des Matériaux (WMF) réuni mi-2018 à Nancy l'approvisionnement en cobalt, tungstène ou même étain pourraient devenir problématique pour la production de véhicules électriques et le stockage de l'énergie. Le BRGM (Bureau des recherches géologiques et minières) et les cabinets Mc Kinsey et CRU Consulting estiment en 2018 la situation critique pour le cobalt (très demandé pour les batteries et qui pourrait manquer dès 2025-2030, alors que la moitié de la ressource vient de la RD Congo, région politiquement instable. Le vanadium pourrait poser des problèmes si les batteries « redox à flux » sont développées à grande échelle. Le tungstène et l'étain pourraient manquer, mais en raison de sous-investissement du secteur minier, de même pour trois terres rares (dysprosium, néodyme et praséodyme).

## Vision économique
La terre, qui était considérée par les physiocrates comme un facteur essentiel de création de valeur, n'est plus considérée comme un facteur de production par les économistes classiques et néoclassiques, qui ne retiennent comme facteurs de production que le capital et le travail. Jean-Baptiste Say (1767-1832), économiste classique, affirmait ainsi : « Les richesses naturelles sont inépuisables, car, sans cela, nous ne les obtiendrions pas gratuitement. Ne pouvant être ni multipliées ni épuisées, elles ne sont pas l’objet des sciences économiques ».
Les matières premières vendues (mais non les ressources exploitées) sont comptabilisées comme consommations intermédiaires dans la comptabilité nationale : ainsi, les ressources naturelles n'ont de valeur, dans le modèle économique occidental, que par la quantité de capital et de travail nécessaire à leur extraction. Les ressources en elles-mêmes n'ont pas de valeur économique. Pour les théories économiques dominantes, tout se passe comme si les ressources naturelles étaient inépuisables.
Or nous savons maintenant que le progrès technique, qui dans les modèles économiques génère une augmentation de la production et de la richesse économique, peut contribuer à détruire le capital naturel.
Pour tenter de tenir compte des contraintes environnementales, certains économistes commencent à parler de capital naturel pour les ressources naturelles.
Comme la croissance économique a des effets négatifs sur le stock de ressources naturelles, certains économistes proposent de corriger le produit intérieur brut pour tenir compte de la destruction de richesse naturelle induite par la production, en définissant un PIB vert.

## Informations sur les ressources naturelles
L'état des marchés mondiaux des ressources naturelles fait l'objet de rapports annuels, tels que World Energy Outlook ou Cyclope. 
Des informations de marché sur les produits de base (produits 
agricoles, énergies fossiles, minerais, boissons), sont disponibles sur le site de la Conférence des Nations unies sur le commerce et le développement. Ces informations ont été publiées à la demande des pays du Sud. On y trouve la description des produits, des informations sur la qualité, les secteurs d'utilisation, le marché (production), les filières, les sociétés, les techniques, les prix, et les politiques économiques. On n'y trouve pas d'informations sur les réserves des ressources non renouvelables.
Concernant l'énergie, des informations sont disponibles dans l'article ressources et consommation énergétiques mondiales, section ressources énergétiques mondiales.
Concernant les réserves pétrolières, les informations officielles de l'OPEP, des compagnies pétrolières, et des gouvernements, sont contestées par les experts de l'Association for the Study of Peak Oil and Gas (ASPO, association pour l'étude du pic pétrolier et gazier), et des sociétés indépendantes, elles-mêmes confirmées par l'Agence internationale de l'énergie, qui prévoient le pic pétrolier pour la décennie 2010, voire quelques années plus tôt.

## Ressources naturelles et énergétiques dans le monde

### Matériaux
Selon l’ONU, le développement rapide de l’extraction de matériaux est le principal responsable des changements climatiques et de la pression sur la biodiversité. L’extraction mondiale annuelle de matériaux est passée de 27 milliards de tonnes dans les années 1970 à 92 milliards de tonnes en 2017, ce chiffre pourrait plus que doubler avant 2060.
L'activité minière a d'abord concerné l'Europe et l'Amérique du Nord. Depuis la fin du XXe siècle elle s'étend très rapidement en Asie (plus de 60 % des matières premières minérales primaires en proviennent en 2017). L'extraction devrait aussi beaucoup se développer en Afrique en 2020-2030. Elle contribue au développement des pays émergents mais non sans conséquences environnementales (destruction de ressources lentement ou non renouvelables, pertes d'habitats et de biodiversité, perte de foncier, effets négatifs sur le climat, dégradation des puits de carbone et des flux et cycles biogéochimiques).
Selon un article paru dans la revue Science mi-2018 « Atténuer l'impact de l'utilisation des matériaux est urgent et complexe, nécessite une évaluation proactive des conséquences imprévues, et nécessite des approches systématiques multidisciplinaires ». Le recyclage et l'économie des matériaux sont des enjeux importants de soutenabilité du développement.
En 2017, 8 % de la consommation énergétique mondiale totale a été consacrée à la production primaire de métaux. Comme pour le gaz et le pétrole, cette consommation d'énergie devrait augmenter au fur et à mesure de l'épuisement des ressources car les gisements les plus faciles à exploiter l'ont déjà été. À cette date, Un nord-américain moyen consommait 30 tonnes de matériau par habitant, contre 21 t pour un européen, et moins de 10 t ailleurs. Ainsi, bien avant d'être utilisés, les matériaux minéraux et métalliques et carburants ont déjà généré des impacts via leur raffinage, leur fabrication et leur transport (surtout à cause de l'énergie qu'ils ont nécessité). Des matériaux comme le ciment libèrent aussi du CO2 lors de leur fabrication (calcination du calcaire : 50 % des émissions liées à la production de ciment, le reste étant dû à la consommation d'électricité et/ou de carburants. D'autres émissions toxiques ou écotoxiques libérées dans l'air, l'eau ou les sols dégradent notre santé et celle des écosystèmes. Hormis l'or et quelques autres cas, les métaux se corrodent ensuite en polluant l'environnement, dont par lixiviation ou lors de l'incinération.
Les polymères (plastiques, caoutchoucs, silicones…) sont plus légers que les métaux, mais sont en forte croissance et sont devenus une part majeure des flux de déchets, et souvent très persistance dans l'environnement, générant des microparticules s'accumulant dans les milieux et l'alimentation. Enrichis en colorants et divers additifs, ils sont souvent difficiles à recycler.
Selon l'ONU « l’extraction et le traitement des matériaux, des combustibles et des aliments représentent de 90 % du stress hydrique et des impacts sur la biodiversité ». En 2010, les changements dans l’utilisation des sols ont entraîné une perte d’espèces globales d’environ 11 %.

## Ressources naturelles et énergétiques en France
L'économie du pays absorbe, selon l'INSEE (bilan 2014), environ 1 460 millions de tonnes de matériaux et matières énergétiques en 2010 (dont 44 % sont des produits extraits du territoire (biomasse agricole et matériaux de construction notamment), 22 % sont des importations (combustibles fossiles, matières premières minérales et produits finis et semi-finis) et à 34 % des gaz consommés lors de la combustion des matières énergétiques et par la respiration humaine et animale.
Extraction intérieure : le tonnage de matières provenant du territoire français a grandi de 20 % lors des années 1970 puis s'est stabilisé de 1990 à 2008 (environ 11t/habitant) pour se contracter avec la crise de 2007 (-8,5 % de 2008 à 2009) avant de remonter en 2010. Les minéraux destinés au BTP sont 60 % de l’extraction intérieure en 2014. En 2014, l'extraction de biomasse compterait pour 35 à 40 % de l’extraction intérieure après avoir également chuté (-6 %) un peu après le début de la crise (vers 2009-2010). Les « flux de matières cachés » sont en tonnage équivalente à environ 70 % de l’extraction intérieure utilisée (estimation Insee 2014).
En 2008, l'extraction intérieure totale était d'environ 1 230 Mt (19 t/habitant). Elle couvrait 2/3 des besoins apparents dans le pays (1/3 est importé, 50 % de ces importations étant des combustibles fossiles. Selon l'INSEE, « Les importations de biomasse (16 % des flux de matière importés en 2010) sont celles qui ont le plus augmenté (+70 %) » (de 1990 à 2014). Cette biomasse a principalement plusieurs vocations : aliments pour l'homme et le bétail, filière bois-cellulose, production énergétique.
Les coproduits et déchets sont de plus en plus considérés comme des ressources : en 2010, chaque français produisait environ 5,5 t de déchet (un peu moins que la moyenne européenne) et seuls 60 % de ces déchets étaient recyclés (taux variant considérablement selon les déchets et le contexte).
Le volume d'eau pompé diminue depuis 2000, grâce au recul des besoins industriels dans le pays (dès les années 1990 avec la désindustrialisation), mais d'autres usages augmentent.
Énergies renouvelables : dans la consommation finale brute d’énergie en France, leur part a augmenté (de 9,3 % en 2005 à 13,7 % en 2012).